# Suikerfabriek

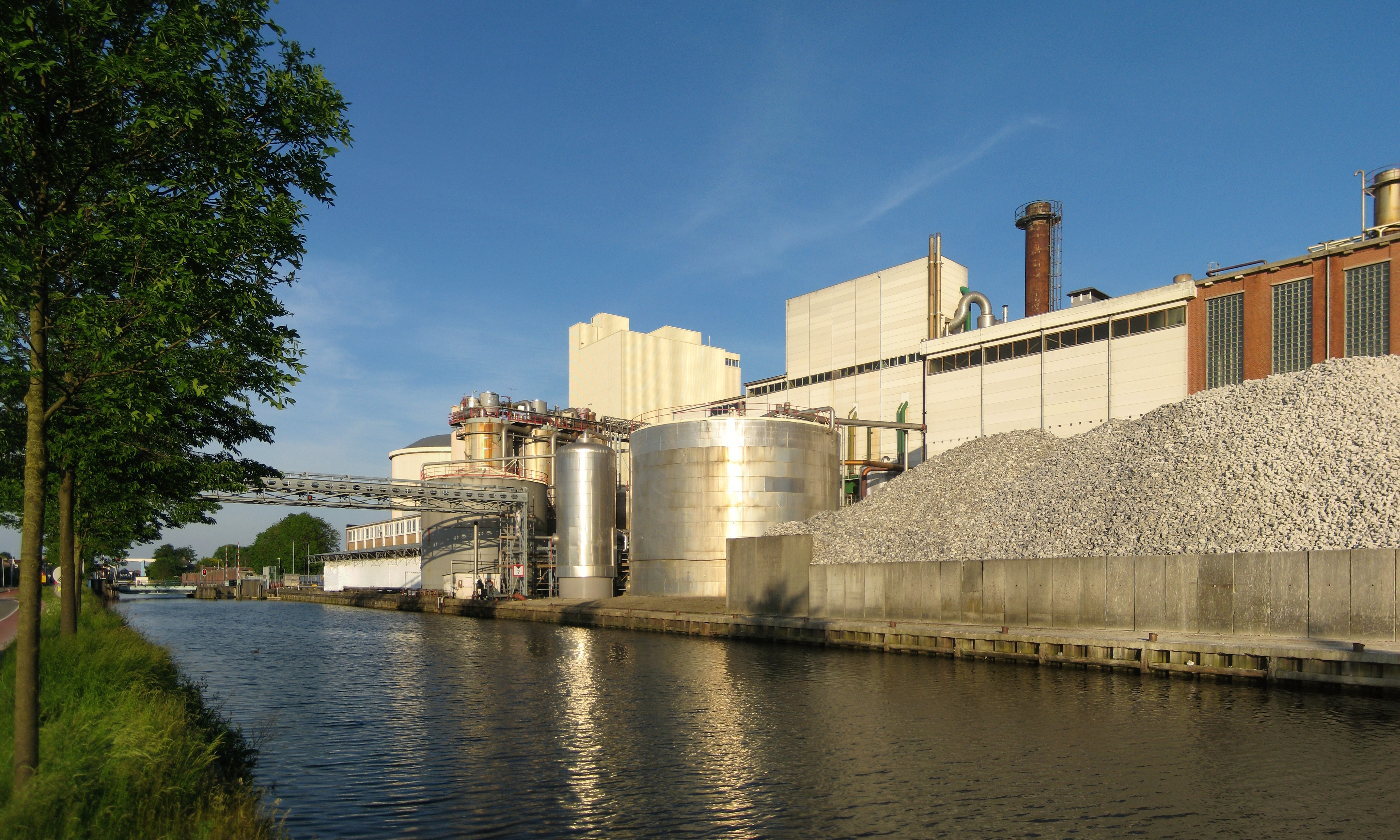
Fabriek van de Suiker Unie in Hoogkerk, Groningen (2012)

Een suikerfabriek, suikerraffinaderij of suikerbakkerij is een fabriek waar tafelsuiker (sacharose  of sucrose) wordt gewonnen uit suikerriet (rietsuiker) of suikerbieten (bietsuiker). 

## Suikerbakkerijen
Suiker als zoetstof werd in West-Europa rond eind 15e eeuw geïntroduceerd. Voordien werd honing gebruikt. Aanvankelijk was suiker een luxeproduct. Suikerriet werd onder meer verbouwd op de Caraïben, waarbij vaak slaven werden ingezet voor de arbeid. De handel in suiker was zeer winstgevend en organisaties als de West-Indische Compagnie waren er dan ook nauw bij betrokken. Reeds eind 16e eeuw was er sprake van een aanzienlijke handel. De rietsuiker werd in de koloniën tot ruwe suiker opgewerkt en kwam in West-Europa aan in de vorm van suikerbroden, bestaande uit de ruwe suiker.
Deze ruwe suiker moest nog gezuiverd worden. Dit gebeurde aanvankelijk in suikerbakkerijen. Hier werd de suiker gesmolten en gekookt in een stookhuis en vervolgens in een vulhuis in kegelvormige suikerbroodvormen gegoten. De kegels werden in de droogstof op een pot gezet. In de top was een opening, waarlangs de stroop naar buiten liep, terwijl de suiker uitkristalliseerde. De stroop werd in de pot opgevangen. Ook de suikerstroop werd als zoete voedingsstof gebruikt. Een ander bijproduct, melasse, werd gebruikt als grondstof in jeneverstokerijen. Suiker vond aftrek als zoetstof voor likeur.

## Suikerraffinaderijen

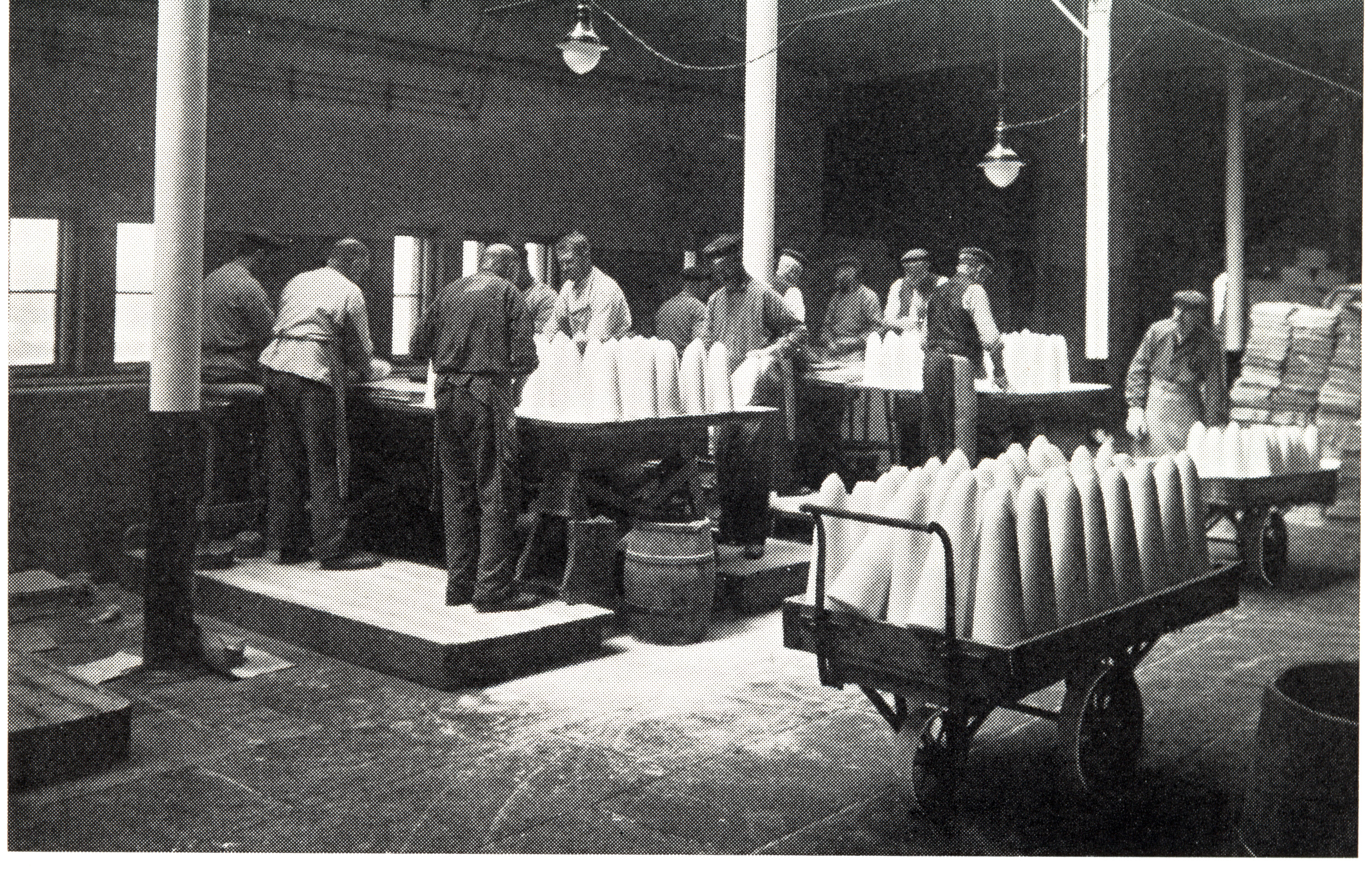
Suikerbroden in een raffinaderij in de Zweedse stad Göteborg, ca. 1900

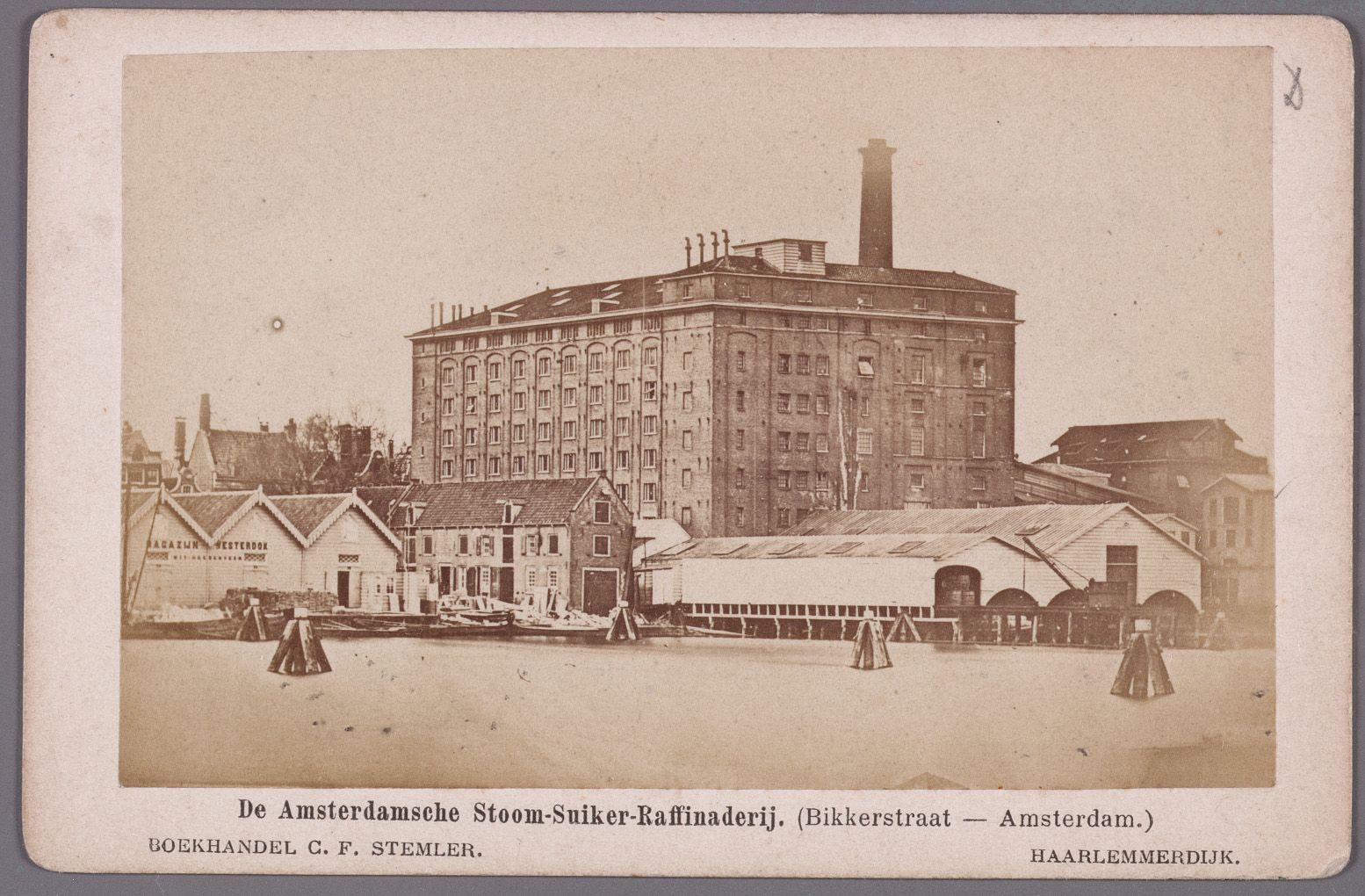
Amsterdamse Stoom-Suiker-Raffinaderij 1870

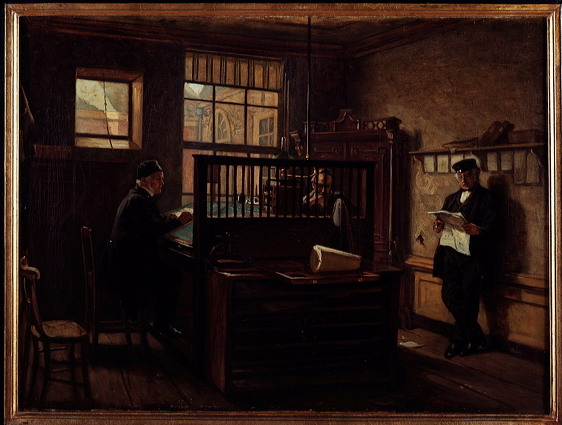
Kantoor van de suikerraffinaderij Spakler en Tetterode 1869
Hendrik Albert van Trigt (1829–1899)

Later ontstonden uit de kleinschalige suikerbakkerijen grootschaliger industrieën, zoals de Amsterdamsche Stoom-Suikerraffinaderij (1833-1875). Bij het zuiveren werd hier gebruikgemaakt van eieren en het (goedkopere) ossenbloed, dat echter in 1704 werd verboden, en kalkwater. Bij het uitlekken werden de gesmolten broden bedekt met leemaarde, die door het suikerbrood heen zakte en de laatste verontreinigingen meevoerde. Bij het zuiveren werd later gebruikgemaakt van actieve koolstof, zoals houtskool, beenzwart (sinds 1812) en norit (na 1912).
Rietsuikerraffinaderijen bestonden vanaf het einde van de 17e eeuw. In Nederland waren Amsterdam en Dordrecht centra van suikerraffinaderijen. Ten gevolge van het Continentaal Stelsel raakte de Nederlandse rietsuikerindustrie in verval, bij gebrek aan grondstoffen. Een probleem was verder dat de aanvoer van de ruwe rietsuiker sterk seizoensgebonden was, zodat raffinadeurs moesten investeren in (dure) voorraden. De aanvoer werd georganiseerd door de in 1827 opgerichte Nederlandsche Handel-Maatschappij. In 1828 werd in Amsterdam het Entrepotdok opgericht, waar ook de voorraden ruwe rietsuiker konden worden opgeslagen om van daar uit aangekocht te worden door de raffinadeurs. Dit werd van belang na 1830, het jaar van de Belgische Opstand. Voor die tijd werd de ruwe rietsuiker door de NHM via Antwerpen aangevoerd. Na 1830 kwamen de suikerraffinaderijen weer tot bloei, de aanvoer nam toe, maar het aantal bedrijven verminderde . De productiewijze bleef aanvankelijk grotendeels ambachtelijk. Vernieuwingen werden gewoonlijk in het buitenland ontwikkeld. Vanaf 1824 kwam beenzwart als zuiveringsmiddel in zwang. Stoom voor verwarming van de kookpannen en kleine stoommachines voor de aandrijving van pompen en dergelijke kwamen vanaf 1830 in gebruik . Vanaf 1859 werden ook centrifuges toegepast, met behulp waarvan de suikerkristallen en de stroop werden gescheiden.
Deze modernisering leidde tot de overgang van ambachtelijke naar industriële bedrijfsvoering. In de jaren '60 van de 20e eeuw waren er nog een zestal grote suikerraffinaderijen overgebleven, namelijk de Nederlandsche Suikerraffinaderij, de Amsterdamsche Stoom-Suikerraffinaderij, Beuker & Hulshoff, Wijthoff & Co, Spakler & Tetterode en de Hollandsche Suikerraffinaderij.
Ondertussen kwam, vanaf 1858, ook de bietsuikerindustrie op. Hoewel op suiker hoge accijnzen golden nam, mede door de dalende prijs van het product, de binnenlandse consumptie sterk toe en wel van 2,7 kg per persoon per jaar in 1852 tot 9,9 kg p.p.j. in 1892 .
In 1882 werd te Amsterdam nog de Wester Suikerraffinaderij opgericht. Wester was een grote fabriek, die aanvankelijk rietsuiker raffineerde, maar later ruwe bietsuiker. Wester stond aan de basis van de Centrale Suiker Maatschappij, door achterwaartse integratie
De machinefabriek Stork in Hengelo exporteerde in de 20e eeuw suikerfabrieken voor de productie van rietsuiker naar Java, Cuba, Midden-Amerika, Zuid-Amerika, India, Egypte en Belgisch-Congo.

## Beetwortelsuikerfabrieken
De eerste bietsuikerfabriek ter wereld werd in 1802 gesticht door Franz Carl Achard en bevond zich in Silezië. De eerste kleinere tests werden in Nederland gedaan in 1810. Aanvankelijk waren er diverse moeilijkheden te overwinnen. Het suikergehalte van de bieten was laag, omstreeks 2%. Verder was het bietensap veel wateriger waardoor meer vocht moest worden verdampt. Ook het zuiveringsproces van het sap vereiste andere doseringen van kalk en dergelijke dan men bij de rietsuikerraffinage gewend was. 
In 1811 startte Jan Backer, samen met Pferstorff en Spakler, de eerste grote fabriek op het landgoed de Oorsprong in Oosterbeek. Deze fabriek bleef ook na de val van Napoleon in bedrijf. Boeren in de omgeving van deze fabriek verbouwden de benodigde bieten, maar geleidelijk ging men zich meer op de verwerking van aardappelen (tot aardappelmeel) richten, waartoe de fabrieksinrichting zich eveneens leende. Omstreeks 1845 kwam aan de bedrijvigheid van de fabriek een einde, mede door uitbraak van de aardappelziekte.
Na de val van Napoleon in 1813 verdween echter grotendeels de interesse voor de bietsuiker, die men wel als surrogaat beschouwde, uit Nederland. Het waren aanvankelijk vooral Franse landbouwkundigen die het rendement van de bietsuikerindustrie wisten te verbeteren. De bietsuikerindustrie bleef ook daar aanvankelijk kleinschalig.
De Nederlandse regering bevorderde de koloniale belangen door in 1843 de accijns op binnenlandse bietsuiker even hoog te maken als die op buitenlandse rietsuiker. Een aardbeving in Guadeloupe (1843) en de afschaffing van de slavernij in 1848 verminderden echter de aanvoer van ruwe rietsuiker. Dit deed de Franse belangstelling voor bietsuiker toenemen. Mede doordat technische verbeteringen werden gerealiseerd bloeide de bietsuikerindustrie op in landen als Frankrijk, Pruisen en België. In Nederland was de behoefte beperkt, mede wegens de aanvoer van koloniale rietsuiker.
In België begon, in de wijk Stayen van Sint Truiden, Guillaume Mellaerts in 1834 de eerste suikerbietfabriek. Er volgden in de jaren 1830 nog verschillende fabrieken, onder andere in Tienen in 1836.
Pas in 1858 startte De Bruyn in Zevenbergen een eerste beetwortelsuikerfabriek in Nederland. In 1862 telde Nederland al drie van dergelijke fabrieken en in 1873 waren er 33 suikerfabrieken in Nederland. Veel van deze fabrieken waren aanvankelijk eenvoudig van opzet en produceerden ruwe suiker. In de reeds aanwezige suikerraffinaderijen werd de ruwe suiker tot consumptiesuiker verwerkt. Aldus konden deze blijven voortbestaan. 
In het westelijk deel van Noord-Brabant ontstond een grote concentratie suikerfabrieken, waardoor deze regio ook wel 'Suikerhoek' werd genoemd.
Naast particuliere suikerfabrieken ontstonden, vanaf 1899, ook coöperatieve suikerfabrieken. Deze fuseerden in 1970 tot de Suiker Unie. De particuliere fabrieken sloten zich in 1919 aaneen tot de Centrale Suiker Maatschappij. Deze nu verkocht in 2006 haar suikeractiviteiten aan de Suiker Unie, welke in 1996 de naam Cosun aannam. De meeste Nederlandse suikerfabrieken verdwenen door het concentratieproces. Uiteindelijk bleven er nog twee over, namelijk die in Dinteloord en die in Hoogkerk.

## Wetenswaardigheden
- Poppodium De Melkweg is gevestigd in een voormalige zuivelfabriek, die voordien suikerraffinaderij "De Granaatappel" huisvestte.
- De Nederlandse televisieserie De Fabriek (1981-1982) ging over een suikerfabriek en werd opgenomen in Halfweg.